# Lewis Powell
Lewis Thornton Powell (Randolph, 22 de abril de 1844 – Washington, 7 de julho de 1865), também conhecido como Lewis Payne e Lewis Paine, foi um soldado confederado americano que tentou assassinar William Henry Seward como parte do plano de assassinato de Lincoln. Ferido na Batalha de Gettysburg, mais tarde serviu no Mosby's Rangers. John Wilkes Booth o recrutou para um plano para sequestrar Lincoln e entregar o presidente à Confederação, mas depois decidiu assassinar Lincoln, Seward e o vice-presidente Andrew Johnson, e atribuiu a Powell a tarefa de matar Seward.
O também conspirador David Herold deveria guiar Powell até a casa de Seward, depois ajudá-lo a escapar, mas fugiu antes que Powell pudesse sair da casa de Seward. Ele chegou à pensão administrada por Mary Surratt, mãe do co-conspirador John Surratt, três dias depois, enquanto a polícia estava realizando uma busca, e foi preso. Powell, Mary Surratt, Herold e George Atzerodt foram condenados à morte por um tribunal militar e executados no Arsenal de Washington.